# 강시라
강시라(1991년 6월 13일~)는 대한민국의 가수다. 2010년 20살의 나이에 HUE라는 보컬 그룹으로 데뷔하였으며, 그 해 KBS 일일드라마 《바람불어 좋은날》의 OST의 테마곡 '사랑한다는 그 말'을 발표했다. 2014년 《히든싱어3》 태연 편에 출연하여 태연을 제치고 2위에 올랐다. 2016년 엠넷 오디션 프로그램인 《PRODUCE 101》에 참가해 최종순위 22위를 기록했다. 2017년 1월 19일 청춘뮤직 소속사에서 정식 데뷔해 첫 미니앨범인 《Sira》를 발표했다.

## 음반 목록

### EP
- Sira (2017)

### OST
- "사랑한다는 그 말" (2010, 바람 불어 좋은날 OST)

### 피처링
- "어느 봄 너에게" (2011, 에니악 노래)

## 출연작

### 뮤직비디오
- 버스커 버스커 - "벚꽃 엔딩" (2012)

### 텔레비전 프로그램
- 《히든싱어》 (2014) - 모창 능력자
- 《PRODUCE 101》 (2016) - 참가자
- 《골든 탬버린》 (2017) - 게스트